# Мауро Жуниор
Ма́уро Жакуэ́сон Жу́ниор Ферре́йра дос Са́нтос (порт.-браз. Mauro Jaqueson Júnior Ferreira dos Santos), более известный, как Мауро Жуниор (порт.-браз. Mauro Júnior; родился 6 мая 1999 года в Палмитале, Бразилия) — бразильский футболист, полузащитник клуба ПСВ.

## Клубная карьера
Жуниор — воспитанник клуба «Деспортиво Бразил». Летом 2017 года он подписал пятилетний контракт с нидерландским ПСВ. Для получения игровой практики Мауро начал выступать за команду дублёров. 21 августа в матче против «Де Графсхап» он дебютировал в Эрстедивизи. 15 октября в матче против «ВВВ-Венло» он дебютировал Эредивизи за основной состав. В этом же поединке Мауро забил свой первый гол за ПСВ. В своём дебютном сезоне он стал чемпионом Нидерландов.
Летом 2019 года перешёл на правах аренды в «Хераклес».

## Международная карьера
В 2015 года в составе юношеской сборной Бразилии Жуниор выиграл юношеский чемпионат Южной Америки в Парагвае. На турнире он сыграл в матчах против команд Венесуэлы, Перу, Аргентины и Колумбии.

## Достижения
Командные
ПСВ
- Чемпион Нидерландов (3): 2017/18, 2023/24, 2024/25
- Обладатель Кубка Нидерландов (2): 2021/22, 2022/23
- Обладатель Суперкубка Нидерландов (2): 2021, 2025

Международные
Бразилия (до 17)
- Юношеский чемпионат Южной Америки — 2015